# Juan Carlos Dávalos
Juan Carlos Dávalos (Villa San Lorenzo, 11 de enero de 1887-Ciudad de Salta, 6 de noviembre de 1959). fue un poeta y escritor argentino; fue uno de los más influyentes del siglo XX en Sudamérica.

## Vida
Su madre, Isabel Patrón Costas, era hija de Domingo Patrón Escobar y de Isabel Costas y Figueroa Güemes, hija de Francisco Manuel Costas Frías y de Catalina Luisa Figueroa Güemes, hija a su vez de Francisca Güemes, hermana de Martín Miguel de Güemes. Juan Carlos, casado con Celesia Helena,  fue padre de  7 hijos, dos de ellos, fueron los poetas-compositores, Arturo León Dávalos y Jaime Dávalos, además tío del físico y escritor Arturo López Dávalos y abuelo de la cantante Julia Elena Dávalos.
Juan Carlos Dávalos pasó la mayor parte de su vida en la provincia andina de Salta. Con dieciséis años fundó el periódico Sancho Panza junto a David Michel Torino. Ocupó varios puestos de gobierno, fue profesor, Director de la Academia Argentina de Letras, director de los Archivos Provinciales de Salta y de la biblioteca local. Una calle de Buenos Aires lleva su nombre en su homenaje.
Dávalos publicó un extenso y valioso trabajo, temáticamente cercano no solo a su hogar y la vida en los Andes de la Argentina, sino también fuera de los círculos de las fronteras de su país. 
Escribió poemas, obras de teatro, ensayos y cuentos cortos, entre los cuales "El viento blanco" se ha ganado un lugar en el inconsciente colectivo de muchos sudamericanos, siendo parte de innumerables libros de literatura universitarios y de preparatoria. Los casos del zorro son una serie de fábulas infantiles con personajes autóctonos de la zona andina como el quirquincho o armadillo, el cóndor, el zorro, el yaguareté, etc. Relata divertidas historias con moralejas, su difusión es muy popular entre la zona andina y pasan de padres a hijos como historias para dormir. Su obra está considerada entre las más importantes piezas de literatura argentina y americana del siglo XX. Junto con Jorge Luis Borges, Pablo Neruda y otros literarios, comprendieron el siglo de oro de la literatura sudamericana
El 26 de abril de 1970, sus restos fueron trasladados desde el cementerio de la Santa Cruz a su natal Villa San Lorenzo.

## Obras
Dávalos publicó un extenso y valioso trabajo, temáticamente cercano no solo a su hogar y la vida en los Andes de la Argentina, sino también fuera de los círculos de las fronteras de su país. Escribió poemas, obras de teatro, ensayos y cuentos cortos, entre los cuales "El viento blanco" se ha ganado un lugar en el inconsciente colectivo de muchos sudamericanos, siendo parte de innumerables libros de literatura universitarios y de preparatoria. Los casos del zorro son una serie de fábulas infantiles con personajes autóctonos de la zona andina como el quirquincho o armadillo, el cóndor, el zorro, el yaguareté, etc. Relata divertidas historias con moralejas, su difusión es muy popular entre la zona andina y pasan de padres a hijos como historias para dormir. Su obra está considerada entre las más importantes piezas de literatura argentina y americana del siglo XX. Junto con Jorge Luis Borges, Pablo Neruda y otros literarios, comprendieron el siglo de oro de la literatura sudamericana. 
Sus trabajos:
Poemas
- De mi vida y de mi tierra, (Salta, 1914)
- Cantos agrestes (Salta, 1917)
- Cantos de la montaña (Buenos Aires, 1921)
- Otoño (Buenos Aires, 1935)
- Salta, su alma y sus paisajes (Buenos Aires, 1947)
- Últimos Versos (Salta, 1961)

Narrativa
- Salta (Buenos Aires, 1918)
- El viento Blanco (Buenos Aires, 1922)
- Airampo (Buenos Aires-Córdoba, 1925)
- Los buscadores de oro (Buenos Aires, 1928)
- Los Gauchos (Buenos Aires, 1928)
- Los casos del zorro (Buenos Aires-Córdoba, 1925)
- Relatos lugareños (Buenos Aires, 1930)
- Los valles de Cachi y Molinos (Buenos Aires, 1937)
- Estampas lugareñas (Tucumán), 1941)
- La Venus de los Barrial (Tucumán, 1941)
- Cuentos y relatos del norte argentino (Buenos Aires, 1946)
- El sarcófago verde y otros cuentos (Salta, 1976)
- La Cola Del Gato (Buenos Aires,Eudeba 1963)

Teatro
- Don Juan de Viniegra Corazones (Salta, 1917)
- Águila Renga, comedia política (Buenos Aires, 1928, escrita junto a Guillermo Bianchi)
- La tierra en armas (Buenos Aires, 1935, escrita junto a Ramón Serrano);

Producción total
- Obras Completas de Juan Carlos Dávalos, 1997